# India Tower
L'India Tower (anciennement désignée sous le nom Park Hyatt Tower et également connue sous le nom Dynamix Balwas Tower ou Tower DB) est un gratte-ciel dont la construction a débuté en 2010, à Bombay en Inde. Sa construction a été mise en attente en 2011. La construction commencera lorsque la construction reprendra en 2022 et devrait être terminée en 2029. Si elle avait été achevée, elle aurait été la seconde tour la plus haute du monde après la Burj Khalifa de Dubaï.

## Galerie

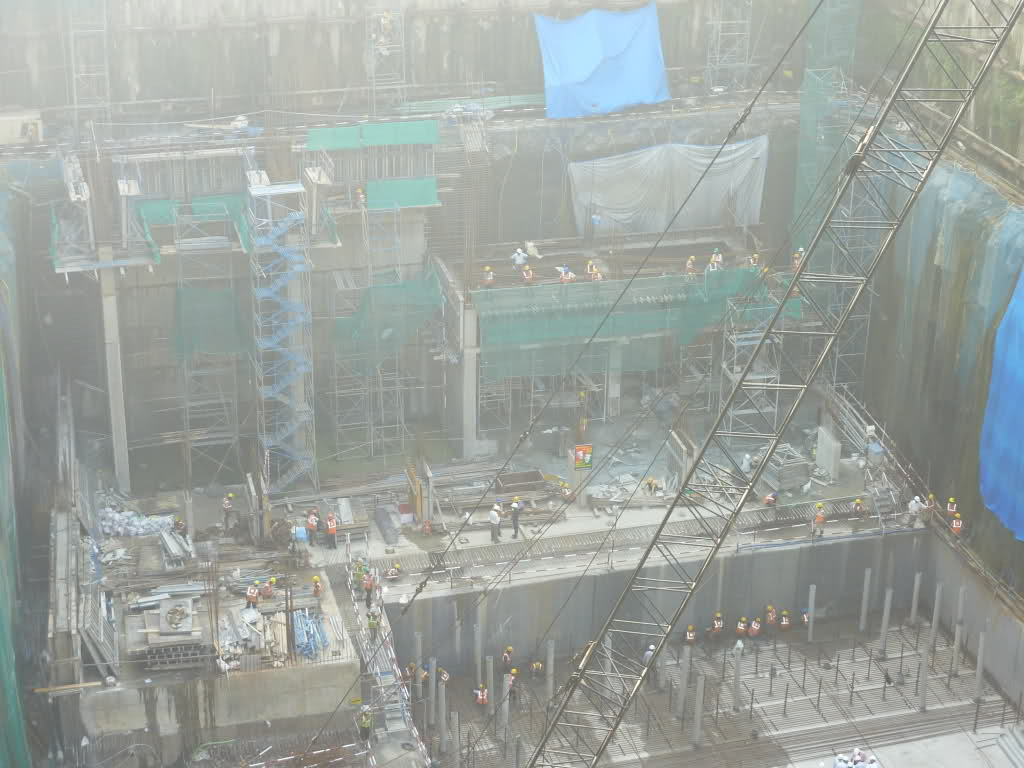
Travaux en novembre 2010
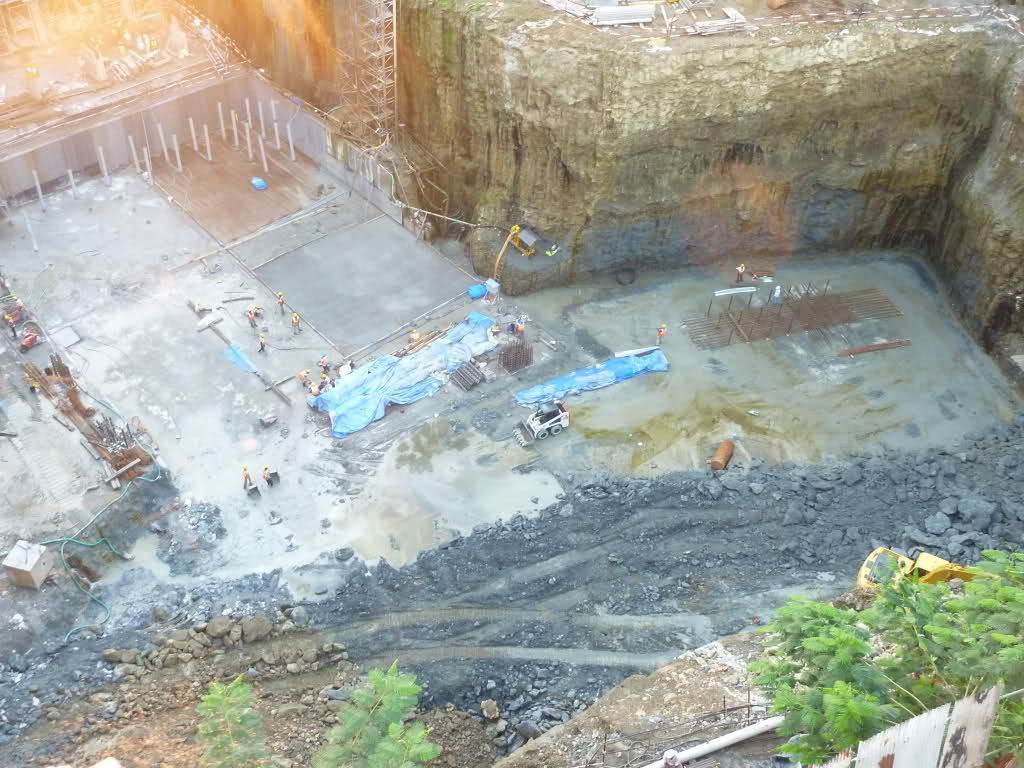
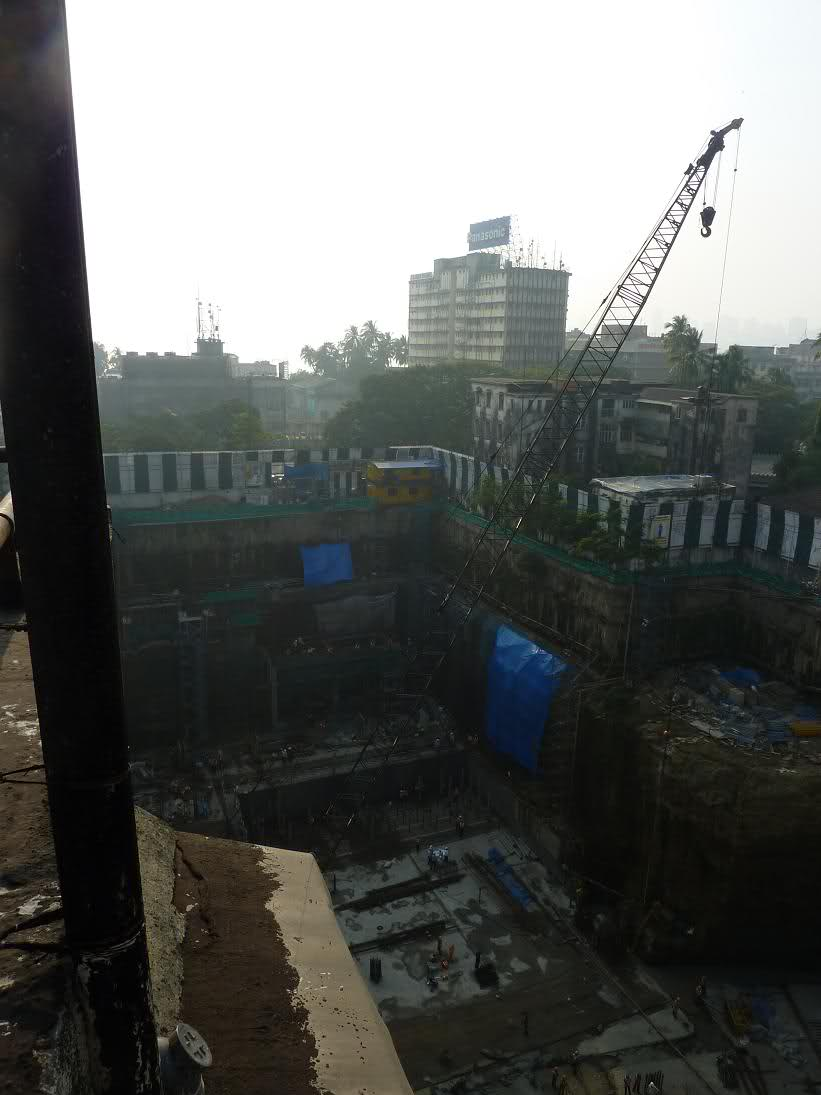
Travaux en décembre 2010
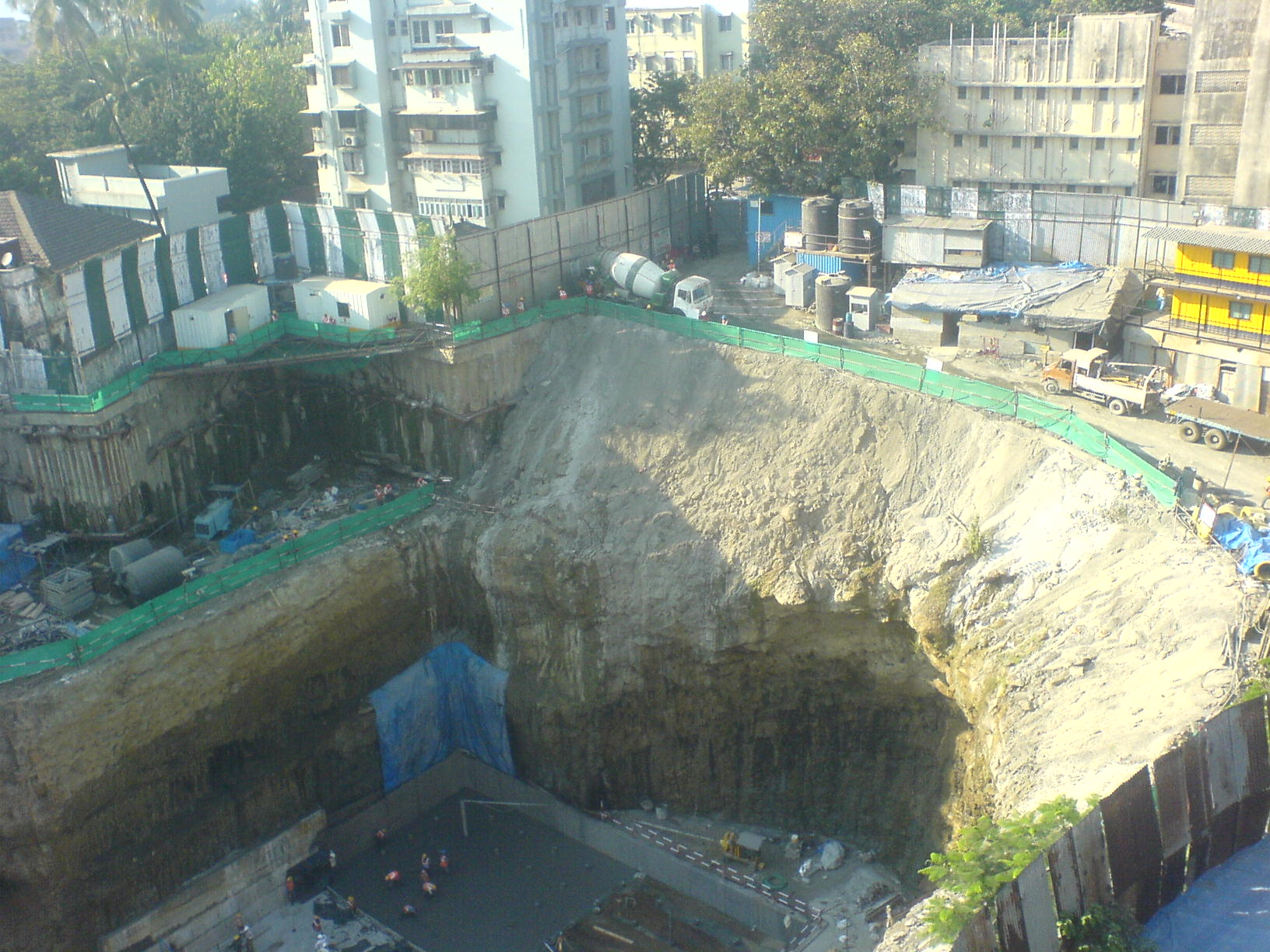